# Marsac (Tarn-et-Garonne)
Marsac ist eine französische Gemeinde mit 184 Einwohnern (Stand 1. Januar 2022) im Département Tarn-et-Garonne in der Region Okzitanien. Sie gehört zum Kanton Garonne-Lomagne-Brulhois und zum Arrondissement Castelsarrasin. Die Bewohner nennen sich Marsacois.

## Lage
Nachbargemeinden sind Miradoux im Nordwesten, Poupas im Norden, Montgaillard im Osten, Castéron im Südosten, Mauroux im Süden, Saint-Créac im Südwesten und Gramont im Westen. An der östlichen Gemeindegrenze verläuft das Flüsschen Cameson, ganz im Nordwesten der Arrats.

## Bevölkerungsentwicklung
| Jahr      | 1962 | 1968 | 1975 | 1982 | 1990 | 1999 | 2008 | 2015 |
| --------- | ---- | ---- | ---- | ---- | ---- | ---- | ---- | ---- |
| Einwohner | 275  | 234  | 217  | 234  | 219  | 198  | 189  | 174  |

## Sehenswürdigkeit

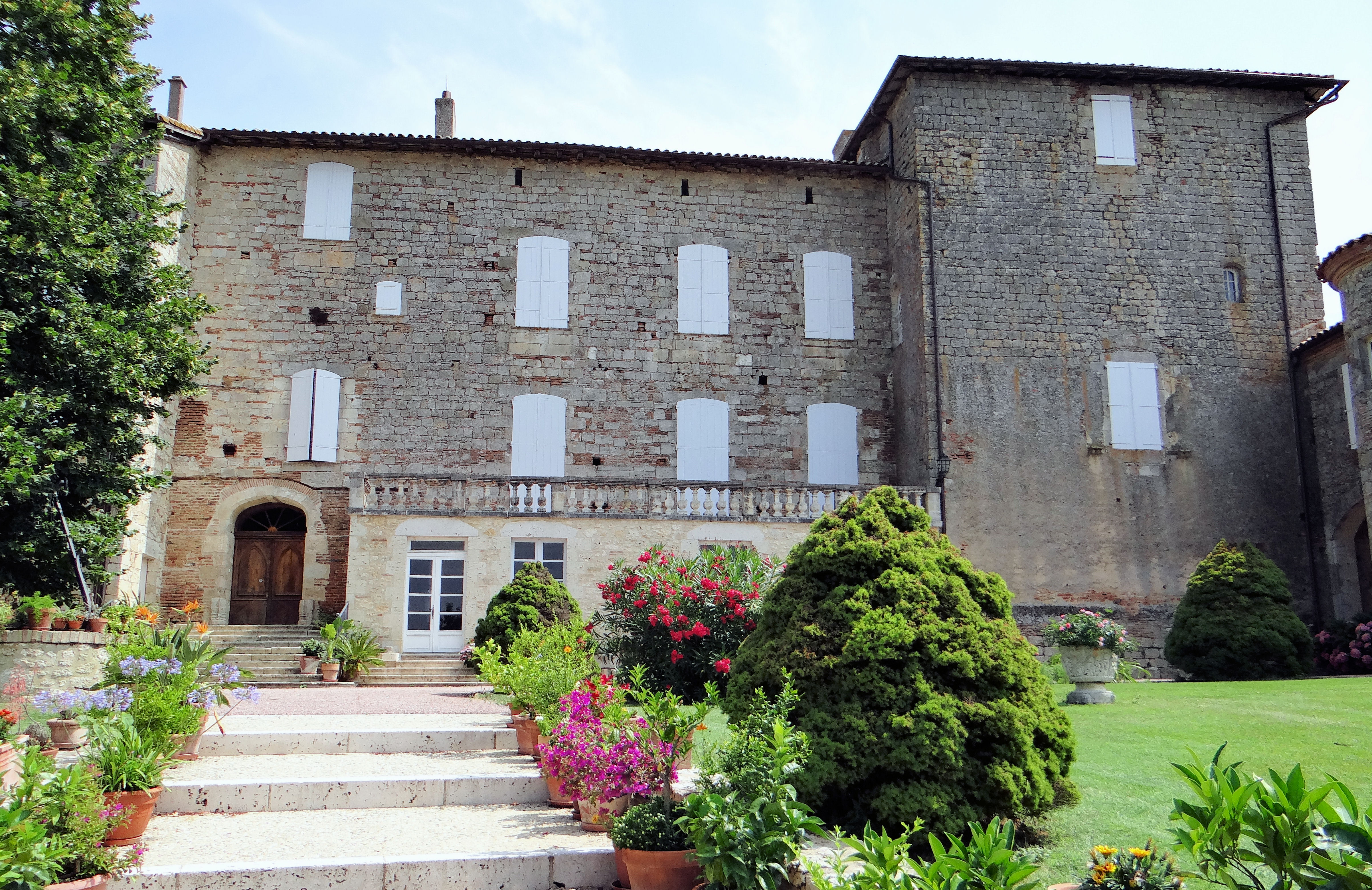
Schloss von Marsac

- Schloss von Marsac
- Kirche Saint-Barthélemy